# ضفيرة بلعومية للعصب المبهم
الضفيرة البلعومية هي شبكةٌ من الألياف العصبية التي تُعصب معظم الحنك والبلعوم. (تُعَصب الحنجرة بالعصب الحنجري العلوي والراجع، والذي ينشأ من العصب المبهم، ولكنه غير مُضمنٌ فيها.)
تقع الضفيرة البلعومية على سطح العضلة المضيقة البلعومية المتوسطة.

## الهيكلية
على الرغم من أنَّ ترمينولوجيا أناتوميكا يُرفق اسم (العصب المُبهم) مع اسم هذه الضفيرة، إلا أنَّ هناك أعصاب أُخرى تشارك في هذه الضفيرة.
تمتلك الضفيرة البلعومية المصادر التالية:
- CN IX – فروع بلعومية للعصب البلعومي اللساني – حسية
- CN X – فرع بلعومي للعصب المبهم – حركية
- ألياف ودية للعقدة الرقبية العلوية – محرك وعائي

لأنَّ الجذر القحفي للعصب الإضافي يُغادر الثقبة الوداجية ويتصل مع العصب المبهم، فإنهُ يُعتبر أحيانًا جزء من هذه الضفيرة.

## التعصيب

### الحسي
تزود الضفيرة البلعومية تعصيبًا حسيًا للبلعوم الفموي والبلعوم الحنجري من العصب البلعومي اللساني والعصب المبهم. (يكون البلعوم الأنفي فوق الأنبوب الطبلي البلعومي، كما أنَّ الحيد النفيري يُعصب بواسطة العصب الفكي العلوي).

### الحركي
تُعصب الضفيرة البلعومية مع أليافٍ من العصب البلعومي اللساني والمبهم والجزء القحفي من العصب الإضافي، جميع عضلات البلعوم ما عدا العضلة الإبرية البلعومية والتي تُعصب مباشرةً من فرعٍ من العصب البلعومي اللساني.
هذه تتضمن العضلات التالية: العضلة الحنكية البلعومية، العضلة الحنكية اللسانية، عضلة اللهاة، عضلات البلعوم، العضلة النفيرية البلعومية وغيرها.
تُعصب العضلات الداخلية للحنجرة بواسطة العصب المبهم وليس الضفيرة البلعومية، حيثُ تعصب من العصب الحنجري الراجع والفرع الخارجي للعصب الحنجري العلوي، وهي فروعٌ من العصب المبهم.